# Joanna Racewicz
Joanna Racewicz (ur. 24 maja 1973 w Hrubieszowie) – polska dziennikarka i prezenterka telewizyjna.

## Życiorys

### Edukacja
Uczyła się w Szkole Podstawowej nr 3 im. mjr. Henryka Dobrzańskiego „Hubala” w Hrubieszowie i tamtejszym Liceum Ogólnokształcącym im. Stanisława Staszica. Po przeprowadzce do Zamościa kontynuowała naukę w tamtejszym I Liceum Ogólnokształcącym im. Jana Zamoyskiego. Ukończyła polonistykę i studia podyplomowe na Wydziale Dziennikarstwa Uniwersytetu Warszawskiego.

### Kariera zawodowa
Na początku kariery współpracowała z lokalnymi mediami w Zamościu, pisząc artykuły do „Kroniki Tygodnia” i przygotowując reportaże dla zamojskiego oddziału RMF FM. Następnie przeprowadziła się do Warszawy, gdzie odbyła staż w redakcji Teleexpressu.
W latach 1999–2006 pracowała na stanowisku reporterki i prezenterki w Panoramie (TVP2). W 2004 została nominowana do nagrody Telekamery w kategorii informacje. Jesienią tego samego roku udzieliła tygodnikowi „Gala” wywiadu, który spotkał się z reakcją Komisji Etyki TVP, która stwierdziła, iż publikacja „została opatrzona informacjami o charakterze reklamowym” (chodziło o sponsorowaną aranżację strojów i wnętrz), naruszając tym samym punkt 13. oraz 14. „Zasad etyki dziennikarskiej w Telewizji Polskiej”. W październiku 2006 odeszła z TVP.

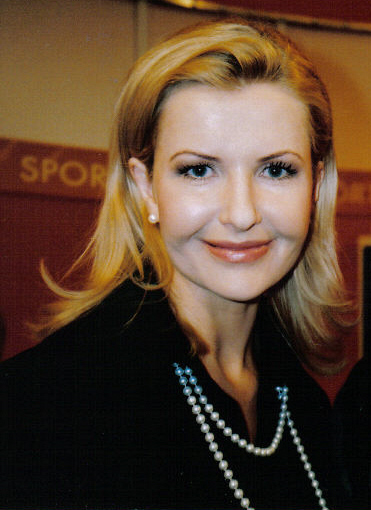
Racewicz (2007)

W latach 2007–2010 była dziennikarką TVN, prowadziła cykl „Dom otwarty” w programie Dzień dobry TVN oraz współprowadziła program Sekrety Mądrej Niani w TVN Style. Po śmierci męża w kwietniu 2010 zawiesiła karierę w mediach.
6 kwietnia 2011 wydała książkę zadedykowaną mężowi Pawłowi i synowi Igorowi pt. 12 rozmów o miłości. Rok po katastrofie, zawierającą przeprowadzone przez nią rozmowy z kobietami, których bliscy zginęli w katastrofie smoleńskiej. 4 kwietnia 2012 miała premierę druga część dyptyku jej autorstwa pt. 12 rozmów o pamięci. Oswajanie nieobecności, w której o stracie opowiedzieli mężczyźni powiązani z ofiarami tej katastrofy.
W styczniu 2011 powróciła do pracy w TVP2. Ponownie prowadziła Panoramę, poza tym prowadziła cykle „Autorski przegląd prasy” (2011–2012) i „Kobiecy punkt widzenia” (2013) w porannym magazynie Pytanie na śniadanie oraz program Reporter Polski (2012–2014). Oprócz tego była prezenterką stacji TVP Info, dla której od września 2013 do marca 2014 prowadziła Panoramę dnia, a od kwietnia 2014 do marca 2016 przeprowadzała wywiady w programie Po przecinku. Od czerwca do sierpnia 2016 prowadziła programy Halo Polonia i Polonia 24 w TVP Polonia, a od września 2016 do marca 2018 była jedną z prowadzących program Pytanie na śniadanie w TVP2. 15 marca TVP poinformowała o zakończeniu współpracy z Racewicz z powodu wykorzystywania przez nią „marki «Pytanie na śniadanie» do promocji produktów bez wiedzy i zgody kierownictwa programu, co powtarzało się mimo upomnień ze strony przełożonych”, co „kolidowało z obowiązującymi w Spółce zasadami dotyczącymi reklamy i promocji, a także stało w sprzeczności z zasadami etyki dziennikarskiej”.
Jesienią 2018 została prezenterką stacji Polsat News, dla której prowadziła programy Nowy dzień (2018 oraz 2020–2022) i Najwyższe piętro (2019–2020). W latach 2020–2022 współprowadziła audycję Cztery pory roku i poranny program w radiowej Jedynce.
W maju 2021 wydała książkę pt. Poczekalnia. 13 rozmów o pandemii, a we wrześniu 2022 – zbiór pt. To nie kraj, to ludzie zawierający historie i relacje zebrane na granicy polsko-ukraińskiej na początku inwazji Rosji na Ukrainę. W styczniu 2023 premierę miała książka pt. Sypiając z prezesem, której jest współautorką.

## Życie prywatne
We wrześniu 2004 wyszła za porucznika Pawła Janeczka, z którym ma syna, Igora (ur. 23 kwietnia 2008). Jej mąż, pełniący funkcję oficera BOR przy prezydencie Polski, zginął 10 kwietnia 2010 w katastrofie lotniczej w Smoleńsku. 

## Publikacje
- 2011: 12 rozmów o miłości. Rok po katastrofie, Wydawnictwo Zwierciadło
- 2012: 12 rozmów o pamięci. Oswajanie nieobecności, Wydawnictwo Zwierciadło
- 2021: Poczekalnia. 13 rozmów o pandemii, Wydawnictwo RM
- 2022: To nie kraj, to ludzie, Wydawnictwo Purple Book
- 2023: Sypiając z prezesem (współautorka: Kiara Ulli), Wydawnictwo Purple Book

## Filmografia
- 2011: Instynkt (serial telewizyjny) – jako reporterka TV w odc. 1 i 8[12]